# Reinhard Bentmann
Reinhard Bentmann (* 2. April 1939 in Karlsruhe; † 21. Januar 2025 ebendort) war ein deutscher Kunsthistoriker und Denkmalpfleger.

## Leben und Wirken
Reinhard Bentmann war der Sohn des Literaturwissenschaftlers Friedrich Bentmann (1900–1980), wuchs in Karlsruhe auf und studierte ab 1957 Kunstgeschichte, Archäologie und Germanistik an den Universitäten Frankfurt am Main, Heidelberg und München u. a. bei Harald Keller. Mit einer 800-seitigen Dissertation über die Villa Barbaro von Andrea Palladio wurde er promoviert. Auf der Grundlage dieser Forschungen veröffentlichte er 1970 zusammen mit Michael Müller das Buch Die Villa als Herrschaftsarchitektur, das als ideologiegeschichtlicher Abriss der Villenarchitektur seit dem 16. Jahrhundert bis in seine Gegenwart große fachliche Aufmerksamkeit erzielte, in mehreren Auflagen erschien und in mehrere Sprachen übersetzt wurde. Bentmann galt zeitlebend als sprachgewandt – gar sprachgewaltig – und Freund zugespitzt kritischer Darstellungen.
Ab 1973 arbeitete er beim Landesamt für Denkmalpflege Hessen in Wiesbaden als Bezirkskonservator und war ab 1984 als Hauptkonservator bis zu seinem vorzeitigen Ruhestand 2000 Leiter der Abteilung Bau- und Kunstdenkmalpflege. In den 1970er und 1980er Jahren war er als Bezirksdenkmalpfleger zuständig für Baudenkmalpflege und Sanierungsgebiete in Mittelhessen.
Reinhard Bentmann lebte in Eltville und starb 2025 in seiner Geburtsstadt Karlsruhe, wo er auf dem Hauptfriedhof beigesetzt wurde.

## Schriften
- mit Michael Müller: Die Villa als Herrschaftsarchitektur. Suhrkamp, Frankfurt am Main 1970. Neuauflagen: Syndikat, Frankfurt am Main 1979, ISBN 3-8108-0097-X; Europäische Verlags-Anstalt, Frankfurt am Main 1992, ISBN 3-434-50009-X.[8]
  - Spanisch: La villa como arquitectura del poder. Barral, Barcelona 1975.
  - Französisch: La villa, architecture de domination. Mardaga, Brüssel um 1979.
  - Englisch: The villa as hegemonic architecture. Humanities Press, Atlantic Highlands 1992, ISBN 0-391-03757-9.
- mit Heinrich Lickes: Europäische Paläste. Ebeling, Wiesbaden 1977. 
  - Englisch: European palaces. Cassell, London 1978, ISBN 0-304-30191-4.
- mit Elisabeth Herget: Berühmte italienische Städte. Florenz, Rom, Venedig. Ebeling, Wiesbaden 1977.
  - Englisch: Famous Italian cities: Florence, Rome, Venice. Cassell, London 1978, ISBN 0-304-30194-9.
  - Französisch: Florence, Rome, Venise. Nathan, Paris 1980, ISBN 2-09-284533-0.
- Kampf um die Erinnerung. Ideologische und methodische Konzepte des modernen Denkmalkultus. In: Hessische Vereinigung für Volskunde (Hrsg.): Denkmalräume, Lebensräume. Schmitz, Gießen 1976, S. 213–246.
- Kirchen des Mittelalters. Ebeling, Wiesbaden 1978, ISBN 3-921195-21-7.
  - Englisch: Churches of the Middle Ages. Cassell, London 1979, ISBN 0-304-30187-6.
- Fritz Fröhlich. Öl-Acryl, Aquarelle, Collagen, Pastelle aus den Jahren 1968–1978. Galerie Apfelbaum, Karlsruhe 1978.
- Walter Becker zum 85. Geburtstag. Neue Bilder. Galerie Apfelbaum, Karlsruhe 1978.
- Die Fälscherzunft. Das Bild des Denkmalpflegers. In: Deutsche Kunst und Denkmalpflege. 46, 1988, S. 155–169.
- Architektur für den Irrsinn. Bemerkungen zur Baugeschichte der Psychiatrie auf dem Eichberg. In: Christina Vanja (Hrsg.): „Wissen und irren“. Psychiatriegeschichte aus zwei Jahrhunderten. Eberbach und Eichberg. Landeswohlfahrtsverband Hessen, Kassel 1999, ISBN 3-89203-040-5, S. 299–329.
- mit Jan Nikolaus Viebrock (Hrsg.): Hessische Baukunst in alten Fotografien (= Arbeitshefte des Landesamtes für Denkmalpflege Hessen. Band 9). Mit einer historischen Denkschrift von Albrecht Meydenbauer. Theiss, Stuttgart 2006, ISBN 978-3-8062-2069-8.
- Gastautor bei Werner Krieger: Bordellgesellschaft. Die Reportage. ICS Communikations-Service, Bergisch Gladbach 2007, ISBN 978-3-00-022128-6.